# Helen K. Larson
Helen K. Larson (* 1949) ist eine australische Ichthyologin, die sich auf indo-pazifische Fische spezialisiert hat.

## Leben
In den 1960er und 1970er Jahren besuchte sie die Universität von Guam und arbeitete daneben im lokalen Marine Laboratory. Dort sammelte sie eine neue Art der Grundelgattung Eviota (Eviota pellucida) und veröffentlichte die Erstbeschreibung 1976 in der Fachzeitschrift Copeia.
Ihre Familie verließ Guam und Helen Larson erhielt eine Anstellung als Assistent des Ichthyologen Douglass F. Hoese am Australian Museum in Sydney.
Ab 1981 arbeitete sie am Museum and Art Gallery Northern Territory (MAGNT) in Darwin (Northern Territory) als Kuratorin für Fische bis zur Pensionierung im Jahr 2009. 1997 wurde sie mit der Dissertation A Revision of the gobiid fish genus Mugilogobius (Teleostei : Gobiolidei), and its systematic placement an der University of Queensland zum Ph.D. promoviert. 
Ihr Interesse gilt den indo-pazifischen Fischen, speziell den Grundelartigen (Gobioidei), darunter den Grundeln, den Schläfergrundeln und den Schlammspringern.
Helen Larson ist Autorin oder Koautorin von mehr als 120 wissenschaftlichen Arbeiten. Darin beschrieb sie 72 neue Arten und 7 neue Gattungen. Sie arbeitet im Editorial Board der Fachzeitschriften Ichthyological Exploration of Freshwaters und aqua, International Journal of Ichthyology.

## Dedikationsnamen
Ihr zu Ehren wurde beispielsweise eine Gattung Riffgrundeln (Larsonella) oder das Zwerg-Nadelpferdchen Idiotropiscis larsonae benannt.